# 千葉県立泉高等学校
千葉県立泉高等学校（ちばけんりつ いずみこうとうがっこう）は、千葉県千葉市若葉区高根町に所在する公立の高等学校。

## 設置学科
- 普通科（地域連携アクティブスクール）

## 沿革
- 1979年4月 - 開校。
- 2012年4月 - 普通科内に「地域連携アクティブスクール」を設置。[1]。

## アクセス
- JR千葉駅よりちばフラワーバスで成東・中野操車場行で泉高校入口下車徒歩8分

## 著名な卒業生
- さくらんぼブービー(鍛治輝光・木村圭太) - お笑いコンビ(2009年に解散)